# Heteromeroxylon yagii
Heteromeroxylon yagii – gatunek chrząszcza z rodziny wachlarzykowatych.

## Zasięg występowania
Występuje na japońskiej wyspie Yonaguni w archipelagu wysp Riukiu.